# 25 août dans les chemins de fer
25 juillet 25 septembre
Chronologies thématiques
- Croisades
- Sports
- Disney

Cette page concerne les événements qui se sont déroulés un 25 août dans les chemins de fer.

## Événements

### XIXesiècle
- 1860. Canada : le futur roi Édouard VII du Royaume-Uni se rend à Montréal au nom de sa mère la reine Victoria pour inaugurer le Pont Victoria, qui permettra de rattacher l'île de Montréal au continent.
- 1863. France : ouverture de la ligne Thann - Wesserling (Haut-Rhin - France), deuxième tronçon de la ligne Mulhouse - Lutterbach - Cernay - Thann - Kruth.
- 1869. Roumanie : ouverture de la ligne Bucarest–Giurgiu.

## Naissances
- Pierre-Eugène Fournier († 19 mai 1972), président de la SNCF de 1940 à 1946.